# 森特菲爾德 (紐約州)
森特菲爾德（英語：Centerfield）是位於美國紐約州安大略縣的非建制地區。

## 歷史
森特菲爾德的郵局於1832年設立，其後於1902年停運。

## 地理
森特菲爾德所處的海拔為高於海平面287米（即942英呎），而該地所採用的時區為UTC-5，即北美东部时区（EST）。同時該地設有夏令時間，為UTC-5調快一小時，即UTC-4（EDT）。